# 拒馬

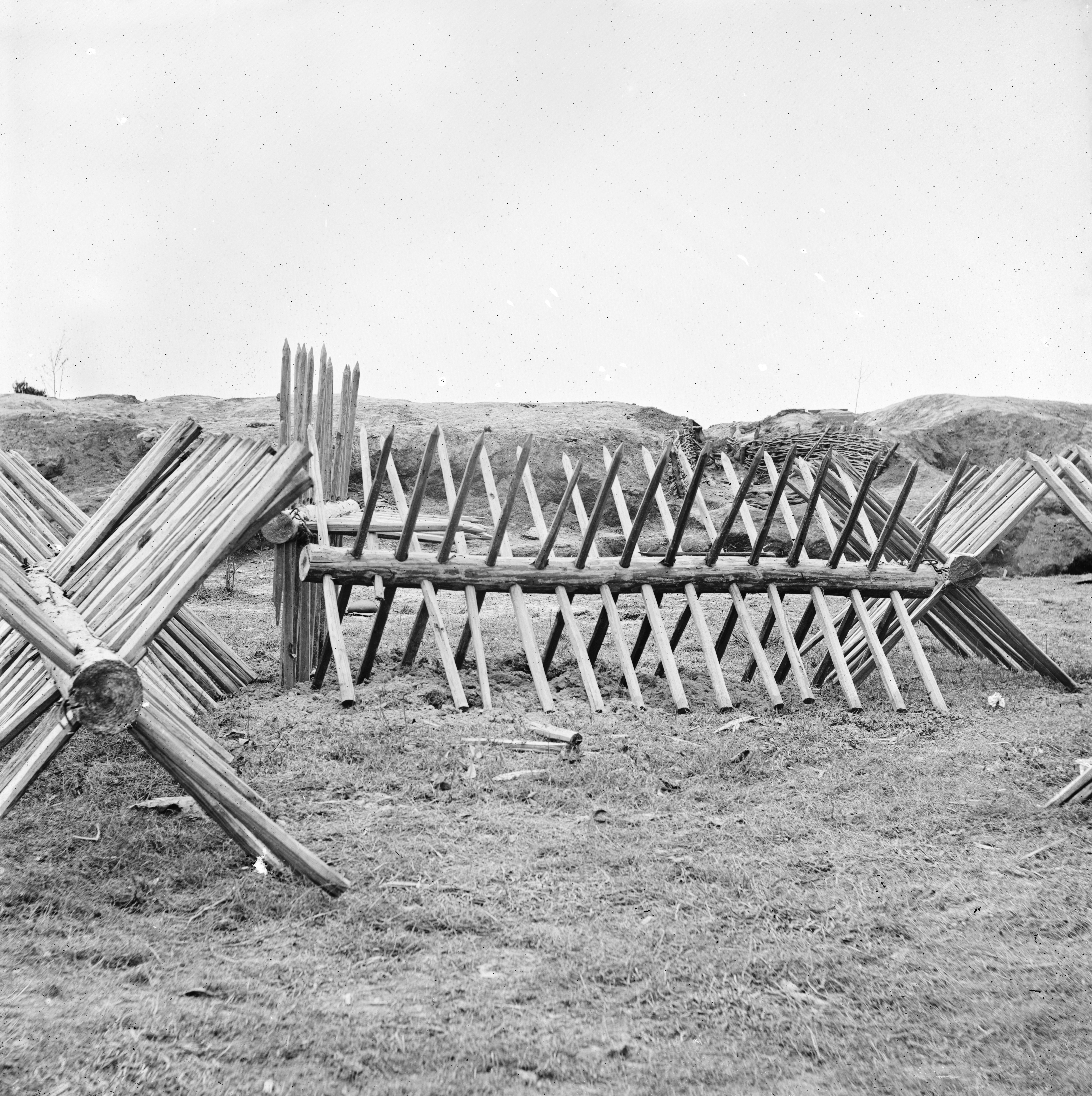
南北戦争中セントピーターズバーグの攻囲戦で使われた木製の拒馬

拒馬（きょば）は、敵の通過を防ぐために主に道路などの封鎖の目的で用いられる移動可能な障害物である。
日本で戦国時代に作られた移動できない柵は、馬防柵（ばぼうさく）と呼ばれている（長篠の戦い）。

## 概要
現代の拒馬は主として木材と有刺鉄線とから成る。その障害力は大きくはないが、移動性を有し、運搬、設置が容易である。利用されるのは、障害物の通路または破壊口を迅速に閉塞し、また岩石地、凍結地などで杙の打ち込みが困難であるとき、また敵が不意に出てきて障害物を急設しなければならない場合などである。
その運搬、設置は普通2名で行い、できるだけ既設の障害物と連結して設置し、かつ杙で地上に固定できればなおよい。容易な運搬のために折り畳みとすることもあり、その場合は通常は設置場所で展開する。